# Manfra
Manfra és el nom que rep el còmic francès influït per l'estil dels còmics japonesos, o mangues. Aquests còmics francesos troben el problema del purisme dels fans del manga.

## Història
A la dècada del 1990 va aparèixer la primera publicació d'aquesta característica fou Nomad (dels autors francesos J.D. Morvan, P. Buchet i S. Savoia), al número 4 d'una revista creada i publicada per Glénat.
El 2005 es publicaren dos manfres: Dys de Moonkey (estrenat al número de 26 abril 2005) i Dreamland de Reno Lemaire, ambdós publicats a la revista Shonen Collection, editada per l'editorial francesa Pika i la japonesa Kodansha.
Des de 2013 va anar guanyant terreny arribant a ser el 2015 el segon tipus de còmic més venut al mercat internacional.
El 2015 es publicà per primera vegada un manfra al Japó: Radiant de Tony Valente.
Des del 2015 se celebra el concurs de manfra Ki-Oon.

## Característiques per a l'èxit
Els investigadors L. Pendarias i A. Pendarias analitzaren els casos d'èxit i va determinar quines eren les característiques que fan aconseguir l'èxit als manfres:
- Còpia dels codis del manga.[10]
- Mescla de mitjans de representació del producte.
- Hibridació: inspiració per a l'estil del manga sense deixar de ser un còmic típicament europeu en el format.[11]
- Hiperhibridació amb influències molt heterogènies.[12]
- La publicació en format digital: el còmic digital.[13]